# Kevin Álvarez (honduraski piłkarz)
Kevin Javier Álvarez Hernández (ur. 3 sierpnia 1996 w San Pedro Sula) – honduraski piłkarz występujący na pozycji prawego obrońcy, reprezentant Hondurasu, od 2023 roku zawodnik Motagui.